# CNT (publicació)

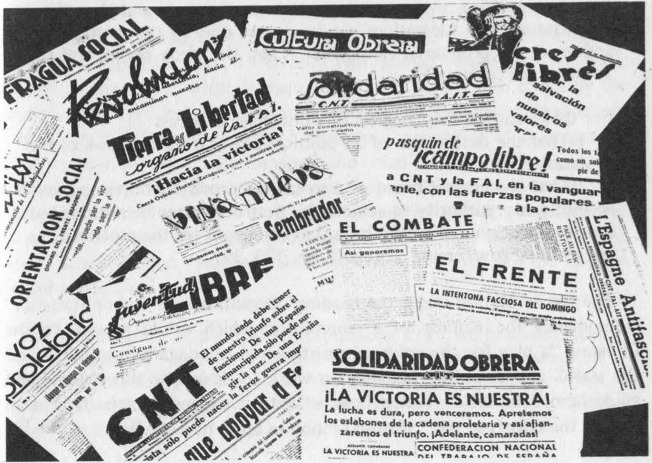
Capçaleres de les publicacions de la CNT i la FAI.

CNT és un periòdic que edita el sindicat anarcosindicalista Confederació Nacional del Treball (CNT), del qual és el principal mitjà d'expressió. És de periodicitat mensual, de 32 pàgines en quatre columnes, en blanc i negre a excepció de la portada, contraportada i quatre pàgines més en interiors.
La seva direcció i localitat de residència és escollida en un congrés o ple confederal de la CNT, tenint aquest mandat una durada de dos anys. La direcció s'ocupa de la distribució, impressió, venda, administració de les subscripcions i recepció d'articles per al periòdic.
El director escollit per al periòdic acudeix a les reunions del comitè confederal de la CNT amb veu però sense vot. El Secretari General de la CNT és la persona ocupada de redactar l'editorial del periòdic.
CNT s'edita amb una llicència Creative Commons de caràcter copyleft i a més d'en paper, es pot llegir en Internet.

## Història
Creat en 1932, durant l'any 2012 es va commemorar el seu 80 aniversari. Va ser al III Congrés de Madrid (1931) on es va forjar la idea, i en 16 d'abril de 1932 fou quan en un Ple Nacional de Regionals es va decidir que la sindical anarquista havia de posseir el seu propi òrgan d'expressió anomenat CNT. El primer nombre veuria la llum el 14 de novembre d'aquest mateix any.
Arribant a assolir els 35.000 exemplars diaris durant la guerra, amb seu a Madrid fins llavors, la publicació ha sofert durant la seva trajectòria freqüents suspensions i recollides d'edició per les diferents situacions soci-polítiques viscudes al país (especialment durant el franquisme).
Alguns dels seus directors i membres de la redacció més destacats durant aquesta etapa van ser: Avelino González Mallada (primer director del periòdic, dimitiria en 1933, seguint com a redactor), Acracio Bartolomé Díaz (redactor en 1932, passaria a ser director durant uns mesos en 1937 fins a la caiguda de Gijón per l'exèrcit de Franco) Gil Bel (redactor entre 1932 i 1933), Liberto Callejas (director en 1933), José Claro Sendón (redactor d'agost a desembre de 1933 -empresonat-), Benigno Mancebo Martín (redactor i administrador entre 1932 i 1934), Vicente Ballester Tinoco (redactor en 1934), Dalmacio Bragado Ruiz (corresponsal entre 1932 i 1934), José García Pradas (director durant la guerra - 1936-1939-), Jaume Balius i Mir (corresponsal), Antonio Agraz (col·laboració en la secció Romances en 1936 i 1937), David Antona Domínguez (redactor, amb freqüència sota el pseudònim de "Verbo Rojo"), Manuel Fernández Rodríguez (administrador durant uns anys en l'exili).

## Col·laboradors
Al costat de la informació editada pel sindicat CNT, entre els columnistes habituals en l'actualitat figuren: Moncho Alpuente, Ana Sigüenza Carbonell, Agustín García Calvo, José Luis Gutiérrez, José Luis García Rúa, Paco Cuevas, Pepe Gómez, José Luis Velasco Sanz i Javier Ortiz.